# Pavel Vrána (spisovatel)
Pavel Vrána (7. října 1946 Praha – 20. února 2022) je český publicista a spisovatel knížek pro děti.

## Životopis
Narodil se 7. října 1946 v rodině lékárníků. V dětství ministroval v kostele Nejsvětějšího srdce Páně na náměstí Jiřího z Poděbrad. V deseti letech se s rodiči odstěhoval z Prahy do Vodňan. Ve Vodňanech začal navštěvovat střední školu, ze které po neshodách s třídním učitelem v polovině prvního ročníku odešel a začal studovat knihkupeckou školu v Turnově. Tu dokončil v roce 1966. V tomtéž roce se poprvé oženil. Od té doby pracoval jako knihkupec, úředník v Jednotě LSD, průvodčí v autobuse, obsluha chemického zařízení, asfaltér, v mezidobích několikrát opět jako knihkupec a oblastní vedoucí podniku Kniha. Deset let se živil jako profesionální fotograf.
Po rozpadu prvního manželství se znovu oženil a v roce 2002 se vrátil s rodinou do Prahy, kde začal pracovat jako čítarník. Od té doby se věnuje práci s dětmi. Píše poezii pro děti i básně pro dospělé a také o žižkovských a vinohradských strašidlech.

## Dílo
- František Kollman: laskavý samuraj - učitel tichého zabíjení
- Gastrosex: a mnoho dalších radovánek
- Jazykolamy a říkanky
- Kouřové signály, aneb 50 let s cigaretou
- Od zoo k cestě do Afriky: říkanky i zlomjazyky
- Spooky Žižkov with a touch of Vinohrady[3]
- Sprostopohádka Honza a čert
- Strašidla Žižkovem povinná; Žižkovské strašidelno s dotykem Vinohrad
- Tetka vrána - První vydání, rok 1994
- Tetka vrána - Druhé vydání, rozšířené, rok 2006
- Tetka Vrána - Třetí vydání, rozšířené, rok 2013
- Žižkovské strašidelno s dotykem Vinohrad
- Čertův švagr
- Inzerát: o milováni, hospodách a různě
- Čenda a Mourek
- Brok a Zrzek
- Žižkovská nostalgie
- Staroměstská nostalgie
- Malostranská nostalgie
- Žádná kytka nepomůže
- Pohádky pro Čendu (mluvené pohádky)
- Strašidlování na Vinohradech
- Z pekla štěstí I.
- Stolní desková hra Žižkovské strašidelno
- Stolní desková hra Pražské 100py
- Žižkovské mariášky